# مان إيتر
مان إيتر (بالإنجليزية: Maneater)‏ هي لعبة فيديو أمريكية من نوع أكشن تقمص الأدوار، صدرت اللعبة سنة 2020م، وتعمل على منصات بلاي ستيشن 4، وإكس بوكس ون، ومايكروسوفت ويندوز ونينتندو سويتش.

## ميزة اللعبة
تميزت اللعبة بشخصية سمكة القرش كبيرة الحجم، حيث تلتهم أي شيء أمامه، سواء الكائنات البحرية كالأسماك أو البشر، وكل ما تأكل شيئاً، كلما تكبر في العمر.